# Osaifu-Keitai
Osaifu-Keitai(おサイフケータイ)字面意思是錢包手機，是日本的標準移動支付系統。它是使用嵌入手機的FeliCa芯片（IC 芯片）的非接觸式小額支付服務以及支持該服務的內置移動 FeliCa IC 芯片的手機的總稱。該系統由 NTT Docomo 開發，但其他移動電話運營商也支持該系統。
它是日本開創性的移動支付系統，雖然從2004年開始就長期搭載在日本國內廠商的眾多移動終端中，但使用率和普及率都較低，（2019 年的調查顯示利用率僅有 6%）。在 2015 年秋季進行的一項調查中，東京大學 96% 的學生回答說他們從不使用Osaifu-Keitai。即使在 2016 年 FeliCa 在 iPhone 上安裝後，它仍然表現不佳。2019年二維碼支付元年，在使用率上已經被超越。

## 概要
它是開發該系統的NTT DOCOMO（以下簡稱DOCOMO）的註冊商標，優先通過手機普及支付基礎設施本身，系統和商標權被許可給其他公司，DoCoMo、KDDI、Softbank和樂天移動這四家電信運營商使用Osaifu-Keitai這個名稱。為此，在其他運營商的介紹目錄和網頁中，都有一個腳註，上面寫著Osaifu-Keitai是NTT DoCoMo的註冊商標。
Osaifu-Keitai提供的服務包括電子貨幣，會員卡積分卡（例如乐天Edy），鐵路、公共汽車和機票（登機牌）、機票、門禁卡和信用卡。
在 2007 年時，日本是唯一一個將內置非接觸式 IC 的手機商業化的國家。NTT Docomo因此通过参与NFC论坛的活动等方式积极致力于将本技术国际标准化。

## 与Apple Pay的关系
在iPhone方面， 2016年發布的iPhone 7 / iPhone 7 Plus / Apple Watch Series 2搭載了支持NFC-F的芯片，Apple Pay新增了處理FeliCa的功能，并已于2016年10月在日本开始提供服务。
不同於傳統的SIM方式，其中所有讀寫和處理都留給FeliCa芯片，SIM與安全元件結合，使用通用IC卡讀寫器芯片讀取寫入、處理由OS完成，採用eSE方式，將SE安裝在終端本身，交給終端內嵌的軟件。它還使用令牌化來保持卡信息的機密性（未加密） 。因此，雖然功能元素與傳統的 Osaifu-Keitai 不同，但非接觸式支付的外觀相似。。

## 与Google Pay的关系
此外，從 2016 年 12 月起，Google Pay可以在日本使用 Android 5.0 或更高版本的 OS 以及適用於日本的 Android 終端中的 Osaifu-Keitai 功能 這在終端本身中配備了 Felica SE ，並實現了與 Osaifu-Keitai 相同的功能，基本上 Google Pay 應用程序充當了 Osaifu-Keitai 的前端角色。使用令牌化來保持卡信息的機密性（未加密）類似於 Apple Pay。。

此外，與使用傳統 FeliCa 芯片的 Osaifu-Keitai 應用程序不同，在 Google Pay 之後，使用通用 IC 卡讀寫器芯片和類似於 Apple Pay 的軟件處理的支付服務（示例包括 Google Pay Suica、Google Pay iD 、Google Pay QUICPay(+) 等）。有所不同的是，在 Apple Pay 中，安全元件存在於 CPU 芯片的專用區域中，但在 Google Pay 中，它存在於普通 ROM 中。

## 特徵
它通過手機本身的電池供電運行，手機本身可以通過專用應用程序用作FeliCa的UI 。此外，由於內置了聯網讀寫器功能，因此不僅可以獨立讀寫FeliCa，還可以與其他卡、移動設備等的FeliCa芯片交換數據。

## 優點
FeliCa 由 Sony 開發，是用於日本智能卡的標準技術。許多這些卡也接受 Osaifu-Keitai (Mobile FeliCa) 系統，或計劃在未來接受它。Osaifu-Keitai 可以提供比塑料 FeliCa 卡更方便的服務。例如，它可以通過互聯網自動為自己充電，或提供最新信息。通過下載電子票，它也可以用作飛機票或活動票。與塑料卡不同，一部Osaifu-Keitai手機可以接受多個應用程序，每個應用程序相當於不同的卡。

## 缺點
Osaifu-Keitai 在一部手機上提供許多功能。因此，如果手機丟失、損壞或被盜，存在很大的風險。Osaifu-Keitai 即使沒有無線電傳輸也基本可以運行，因此不能僅通過關閉電話帳戶來終止應用程序。用戶必須聯繫每個服務提供商才能停止所有功能。有些電話可以通過電話或電子郵件鎖定功能。
由於Osaifu-Keitai 可以作為身份證（如會員卡、公司卡或鑰匙卡）使用，因此驗證它的人也存在風險。

## 外部鏈接
- （英語） Osaifu-Keitai 來自NTT DoCoMo官網
- （日語） EZ FeliCa 來自KDDI官網
- （英語） S! FeliCa （页面存档备份，存于） 來自SoftBank Mobile官網
- （日語） WILLCOM IC Service 來自WILLCOM官網
- （英語） FeliCa （页面存档备份，存于） 來自索尼官網